# Jeļena Ostapenko
Jeļena Ostapenko (neve előfordul Aļona Ostapenko alakban is) (Riga, 1997. június 8. –) lett hivatásos teniszezőnő, junior wimbledoni bajnok, felnőtt Roland Garros-tornagyőztes, párosban US Open-győztes, ifjúsági olimpiai bronzérmes, felnőtt olimpikon, a lett Fed-kupa válogatott tagja. Az első lett teniszező, aki Grand Slam-tornát nyert, és az első aki a világranglistán a Top10-be került.
2012 óta profi teniszjátékos. Pályafutása során kilenc egyéni és 11 páros WTA-tornagyőzelmet aratott, emellett egyéniben hét, párosban nyolc ITF-tornagyőzelemmel rendelkezik. A Grand Slam-tornákon juniorként 2014-ben megnyerte a wimbledoni lány egyéni versenyt, majd felnőttként az első WTA-tornagyőzelmét a 2017-es Roland Garros megnyerésével szerezte. Párosban győzött a 2024-es US Openen, vegyes párosban 2019-ben Wimbledonban a döntőbe jutott.
2011-ben megnyerte a 14 éven aluliak egyik legrangosabb világversenyének számító Petits As versenyt. A 2014. évi nyári ifjúsági olimpiai játékokon a lány párosok versenyén bronzérmet szerzett. Junior korszakában a legjobb helyezése a kombinált ranglistán a 2. hely volt 2014-ben. A felnőttek között legjobb világranglista-helyezése egyéniben az 5. hely, amit 2018. március 19-én ért el. Az első 10 közé 2017. szeptember 11-én került, ezzel ő az első lett teniszező, aki a világranglistán a Top10-be került. Párosban a legjobbjaként 2025. július 14-én a 3. helyen állt.
2013 óta a lett Fed-kupa-csapat tagja, a 2016. évi nyári olimpia női egyes teniszversenyének résztvevője volt, a 2020-as tokiói olimpián  egyéniben és párosban is képviselte Lettországot.
2017. novemberben eredményei elismeréseképpen a Lett Posta 50 000 példányban 1,42 euro értékű bélyegblokkot adott ki a tiszteletére.

## Családja
Édesapja Jevgēnijs Ostapenko korábban az ukrán FK Metalurh Zaporizzsja labdarúgó-csapatában játszott, nagymamája jelenleg is ott él. Édesanyja Jelena Jakovleva, teniszedző, ő tanította meg a játékra ötéves korában, és azóta is ő az egyik edzője. Szülei eredetileg az Aljona nevet akarták neki adni, de ezt Lettországban akkoriban nem lehetett anyakönyvezni, így lett hivatalosan Jelena, azonban családja és barátai Aljonának hívják.

## Junior Grand Slam döntői

### Lány egyéni
| Eredmény | Év   | Bajnokság | Borítás | Ellenfél             | Eredmény      |
| -------- | ---- | --------- | ------- | -------------------- | ------------- |
| Győztes  | 2014 | Wimbledon | Fű      | Kristína Schmiedlová | 2–6, 6–3, 6–0 |

## Grand Slam döntői

### Egyéni
| Eredmény | Év   | Bajnokság     | Borítás | Ellenfél     | Eredmény      |
| -------- | ---- | ------------- | ------- | ------------ | ------------- |
| Győztes  | 2017 | Roland Garros | Salak   | Simona Halep | 4–6, 6–4, 6–3 |

### Női páros
| Eredmény | Év   | Bajnokság                  | Borítás | Partner           | Ellenfelek                           | Eredmény         |
| -------- | ---- | -------------------------- | ------- | ----------------- | ------------------------------------ | ---------------- |
| Döntős   | 2024 | Australian Open            | Kemény  | Ljudmila Kicsenok | Hszie Su-vej Elise Mertens           | 1–6, 5–7         |
| Győztes  | 2024 | US Open                    | Kemény  | Ljudmila Kicsenok | Kristina Mladenovic Csang Suaj       | 6–4, 6–3         |
| Döntős   | 2025 | Australian Open            | Kemény  | Hszie Su-vej      | Kateřina Siniaková Taylor Townsend   | 2–6, 7–6(4), 3–6 |
| Döntős   | 2025 | Wimbledoni teniszbajnokság | Fű      | Hszie Su-vej      | Veronyika Kugyermetova Elise Mertens | 6–3, 2–6, 4–6    |

### Vegyes páros
| Eredmény | Év   | Bajnokság | Borítás | Partner          | Ellenfelek              | Eredmény |
| -------- | ---- | --------- | ------- | ---------------- | ----------------------- | -------- |
| Döntős   | 2019 | Wimbledon | Fű      | Robert Lindstedt | Latisha Chan Ivan Dodig | 2–6, 3–6 |

## WTA döntői

### Egyéni

#### Győzelmei (9)
| Összesítés            |                              |
| Grand Slam-torna (1)  |                              |
| Premier Mandatory (0) | WTA 1000 (kötelező)* (0)     |
| Premier Five (0)      | WTA 1000 (nem kötelező)* (0) |
| Premier (0)           | WTA 500* (5)                 |
| International (2)     | WTA 250* (1)                 |

| Borításonként |
| ------------- |
| Kemény (5)    |
| Salak (2)     |
| Fű (2)        |
| Szőnyeg (0)   |

| No. | Dátum                | Torna                                              | Borítás    | Ellenfél                  | Eredmény         | Megj.     |
| --- | -------------------- | -------------------------------------------------- | ---------- | ------------------------- | ---------------- | --------- |
| 1.  | 2017. június 10.     | Roland Garros, Párizs, Franciaország               | Salak      | Simona Halep              | 4–6, 6–4, 6–3    | részletek |
| 2.  | 2017. szeptember 24. | Korea Open, Szöul, Dél-Korea                       | Kemény     | Beatriz Haddad Maia       | 6–7(5), 6–1, 6–4 |           |
| 3.  | 2019. október 20.    | BGL Luxembourg Open, Luxemburg                     | Kemény (f) | Julia Görges              | 6–4, 6–1         |           |
| 4.  | 2021. június 26.     | Viking International, Eastbourne                   | Fű         | Anett Kontaveit           | 6–3, 6–3         |           |
| 5.  | 2022. február 19.    | Dubai Tennis Championships, Dubaj                  | Kemény     | Veronyika Kugyermetova    | 6–0, 6–4         |           |
| 6.  | 2023. június 25.     | Birmingham Classic, Birmingham, Egyesült Királyság | Fű         | Barbora Krejčíková        | 7–6(8), 6–4      |           |
| 7.  | 2024. január 14.     | Adelaide International, Adelaide, Ausztrália       | Kemény     | Darja Kaszatkina          | 6–3, 6–2         |           |
| 8.  | 2024. február 4.     | Linz Open, Linz, Ausztria                          | Kemény (f) | Jekatyerina Alekszandrova | 6–2, 6–3         |           |
| 9.  | 2024. április 20.    | Stuttgart Open, Stuttgart, Németország             | Salak (f)  | Arina Szabalenka          | 6–4, 6–1         |           |

#### Elveszített döntői (9)
| No. | Dátum                | Torna                                  | Borítás      | Ellenfél                  | Eredmény      | Megj. |
| --- | -------------------- | -------------------------------------- | ------------ | ------------------------- | ------------- | ----- |
| 1.  | 2015. szeptember 20. | Coupe Banque Nationale, Québec, Kanada | Szőnyeg (f)  | Annika Beck               | 2–6, 2–6      |       |
| 2.  | 2016. február 27.    | Qatar Total Open, Doha, Qatar          | Kemény       | Carla Suárez Navarro      | 6–1, 4–6, 4–6 |       |
| 3.  | 2017. április 9.     | WTA Charleston, Charleston, USA        | Salak (zöld) | Darja Kaszatkina          | 3–6, 1–6      |       |
| 4.  | 2017. április 1.     | Miami Open, Miami, USA                 | Kemény       | Sloane Stephens           | 6–7(5), 1–6   |       |
| 5.  | 2019. október 13.    | Ladies Linz, Linz, Ausztria            | Kemény (f)   | Cori Gauff                | 3–6, 6–1, 2–6 |       |
| 6.  | 2021. szeptember 19. | Luxembourg Open, Luxembourg            | Kemény (f)   | Clara Tauson              | 3–6, 6–4, 4–6 |       |
| 7.  | 2022. június 25.     | Eastbourne International, Eastbourne   | Fű           | Petra Kvitová             | 3–6, 2–6      |       |
| 8.  | 2022. szeptember 25. | Korea Open, Szöul                      | Kemény       | Jekatyerina Alekszandrova | 6–7(4), 0–6   |       |
| 9.  | 2025. február 15.    | Qatar Open, Doha, Katar                | Kemény       | Amanda Anisimova          | 4–6, 3–6      |       |

### Páros

#### Győzelmei (11)
| Összesítés            |                              |
| Grand Slam-torna (1)  |                              |
| Premier Mandatory (0) | WTA 1000 (kötelező)* (0)     |
| Premier Five (1)      | WTA 1000 (nem kötelező)* (1) |
| Premier (2)           | WTA 500* (5)                 |
| International (0)     | WTA 250* (1)                 |

*2021-től megváltozott a tornák kategóriáinak elnevezése.
| No. | Dátum               | Torna                                                    | Borítás      | Partner            | Ellenfél                                   | Eredmény            | Megj.     |
| --- | ------------------- | -------------------------------------------------------- | ------------ | ------------------ | ------------------------------------------ | ------------------- | --------- |
| 1.  | 2017. február 5.    | St. Petersburg Ladies Trophy, Szentpétervár, Oroszország | Kemény (f)   | Alicja Rosolska    | Darija Jurak Xenia Knoll                   | 3–6, 6–2, [10–5]    |           |
| 2.  | 2017. április 30.   | Porsche Tennis Grand Prix, Stuttgart, Németország        | Salak (f)    | Raquel Atawo       | Abigail Spears Katarina Srebotnik          | 6–4, 6–4            |           |
| 3.  | 2018. február 18.   | Qatar Total Open, Doha, Katar                            | Kemény       | Gabriela Dabrowski | Andreja Klepač María José Martínez Sánchez | 6–3, 6–3            |           |
| 4.  | 2021. október 23.   | Kreml Kupa, Moszkva, Oroszország                         | Kemény (f)   | Kateřina Siniaková | Nagyija Kicsenok Raluca Olaru              | 6–2, 4–6, [10–8]    |           |
| 5.  | 2022. június 19.    | Birmingham Classic, Birmingham, Egyesült Királyság       | Fű           | Ljudmila Kicsenok  | Elise Mertens Csang Suaj                   | játék nélkül        |           |
| 6.  | 2022. augusztus 20. | Cincinnati Open, Mason (Ohio), Egyesült Államok          | Kemény       | Ljudmila Kicsenok  | Nicole Melichar-Martinez Ellen Perez       | 7–6(5), 6–3         |           |
| 7.  | 2024. január 7.     | Brisbane International, Brisbane, Ausztrália             | Kemény       | Ljudmila Kicsenok  | Greet Minnen Heather Watson                | 7–5, 6–2            |           |
| 8.  | 2024. június 29.    | Eastbourne International, Eastbourne, Egyesült Királyság | Fű           | Ljudmila Kicsenok  | Gabriela Dabrowski Erin Routliffe          | 5–7, 7–6(2), [10–8] |           |
| 9.  | 2024. szeptember 5. | US Open, New York, Amerikai Egyesült Államok             | Kemény       | Ljudmila Kicsenok  | Kristina Mladenovic Csang Suaj             | 6–4, 6–3            | részletek |
| 10. | 2025. február 8.    | Abu Dhabi Open, Abu-Dzabi, Egyesült Arab Emírségek       | Kemény       | Ellen Perez        | Kristina Mladenovic Csang Suaj             | 6–2, 6–1            |           |
| 11. | 2025. április6.     | Charleston Open, Charleston, Amerikai Egyesült Államok   | Salak (zöld) | Erin Routliffe     | Caroline Dolehide Desirae Krawczyk         | 6–4, 6–2            |           |

#### Elveszített döntői (11)
| No. | Dátum             | Torna                                                          | Borítás | Partner             | Ellenfél                             | Eredmény            | Megj.     |
| --- | ----------------- | -------------------------------------------------------------- | ------- | ------------------- | ------------------------------------ | ------------------- | --------- |
| 1.  | 2019. július 28.  | Baltic Open, Jūrmala, Lettország                               | Salak   | Galina Voszkobojeva | Sharon Fichman Nina Stojanović       | 6–2, 6–7(1), [6–10] |           |
| 2.  | 2019. október 6.  | China Open, Peking, Kína                                       | Kemény  | Dajana Jasztremszka | Sofia Kenin Bethanie Mattek-Sands    | 3–6, 7–6(5), [7–10] |           |
| 3.  | 2020. február 28. | Qatar Total Open, Doha, Katar                                  | Kemény  | Gabriela Dabrowski  | Hszie Su-vej Barbora Strýcová        | 2–6, 7–5, [2–10]    |           |
| 4.  | 2021. március 5.  | Qatar Total Open, Doha, Katar                                  | Kemény  | Monica Niculescu    | Nicole Melichar Demi Schuurs         | 2–6, 6–2, [8–10]    |           |
| 5.  | 2021. március 12. | Dubai Tennis Championships, Dubaj, Egyesült Arab Emírségek     | Kemény  | Ljudmila Kicsenok   | Veronyika Kugyermetova Elise Mertens | 1–6, 3–6            |           |
| 6.  | 2022. június 25.  | Eastbourne Internationall, Eastbourne, Egyesült Királyság      | Fű      | Ljudmila Kicsenok   | Aleksandra Krunić Magda Linette      | játék nélkül        |           |
| 7.  | 2023. február 19. | Qatar Open, Doha, Katar                                        | Kemény  | Ljudmila Kicsenok   | Cori Gauff Jessica Pegula            | 4–6, 6–2, [7–10]    |           |
| 8.  | 2024. január 28.  | Australian Open, Melbourne, Ausztrália                         | Kemény  | Ljudmila Kicsenok   | Hszie Su-vej Elise Mertens           | 1–6, 5–7            | részletek |
| 9.  | 2025. január 26.  | 2025-ös Australian Open, Melbourne, Ausztrália                 | Kemény  | Hszie Su-vej        | Kateřina Siniaková Taylor Townsend   | 2–6, 7–6(4), 3–6    | részletek |
| 10. | 2025. február 22. | Dubai Tennis Championships, Dubaj, Egyesült Arab Emírségek     | Kemény  | Hszie Su-vej        | Kateřina Siniaková Taylor Townsend   | 6–7(5), 4–6         |           |
| 11. | 2025. július 13.  | 2025-ös wimbledoni teniszbajnokság, London, Egyesült Királyság | Fű      | Hszie Su-vej        | Veronyika Kugyermetova Elise Mertens | 6–3, 2–6, 4–6       | részletek |

## ITF döntői

### Egyéni

#### Győzelmei (7)
| Díjazás          |
| ---------------- |
| $100,000 verseny |
| $75,000 verseny  |
| $50,000 verseny  |
| $25,000 verseny  |
| $15,000 verseny  |
| $10,000 verseny  |

| Borítás szerint |
| --------------- |
| Kemény (3–1)    |
| Salak (3–1)     |
| Fű (0–0)        |
| Szőnyeg (1–1)   |

| No. | Dátum              | Verseny                    | Borítás     | Ellenfél               | Eredmény         |
| --- | ------------------ | -------------------------- | ----------- | ---------------------- | ---------------- |
| 1.  | 2012. október 29.  | Stockholm, Svédország      | Kemény (f)  | Ellen Allgurin         | 6–1, 6–3         |
| 2.  | 2013. február 18.  | Helsingborg, Svédország    | Szőnyeg (f) | Ellen Allgurin         | 6–2, 7–6(3)      |
| 3.  | 2013. november 11. | Helsinki, Finnország       | Kemény (f)  | Susanne Celik          | 7–5, 4–6, 7–5    |
| 4.  | 2014. április 7.   | Pula, Olaszország          | Salak       | Jade Suvrijn           | 7–6(4), 6–1      |
| 5.  | 2014. április 21.  | Pula, Olaszország          | Salak       | Yvonne Cavallé Reimers | 6–2, 7–5         |
| 6.  | 2014. április 28.  | Pula, Olaszország          | Salak       | Alice Balducci         | 4–6, 7–6(1), 6–3 |
| 7.  | 2015. február 23.  | Szentpétervár, Oroszország | Kemény (f)  | Patricia Maria Țig     | 3–6, 7–5, 6–2    |

#### Elveszített döntői (3)
| Díjazás          |
| ---------------- |
| $100,000 verseny |
| $75,000 verseny  |
| $50,000 verseny  |
| $25,000 verseny  |
| $15,000 verseny  |
| $10,000 verseny  |

| No. | Dátum              | Torna                 | Borítás     | Ellenfél              | Eredmény      |
| --- | ------------------ | --------------------- | ----------- | --------------------- | ------------- |
| 1.  | 2014. november 17. | Zawada, Lengyelország | Szőnyeg (f) | Océane Dodin          | 5–7, 4–6      |
| 2.  | 2015. március 23.  | Csüancsou, Kína       | Kemény      | Jelizaveta Kulicskova | 1–6, 7–5, 5–7 |
| 3.  | 2015. július 27.   | Sobota, Lengyelország | Salak       | Petra Cetkovská       | 6–3, 5–7, 2–6 |

### Páros

#### Győzelmei (8)
| Díjazás          |
| ---------------- |
| $100,000 verseny |
| $75,000 verseny  |
| $50,000 verseny  |
| $25,000 verseny  |
| $15,000 verseny  |
| $10,000 verseny  |

| Borítás szerint |
| --------------- |
| Kemény (4–0)    |
| Salak(2–1)      |
| Fű (0–0)        |
| Szőnyeg (2–0)   |

| No. | Dátum              | Verseny                            | Borítás     | Partner              | Ellenfél                               | Eredmény              |
| --- | ------------------ | ---------------------------------- | ----------- | -------------------- | -------------------------------------- | --------------------- |
| 1.  | 2012- október 22.  | Stockholm, Svédország              | Kemény (f)  | Donika Bashota       | Maria Mokh Eva Paalma                  | 7–6(4), 6–1           |
| 2.  | 2013. február 18.  | Helsinki, Svédország               | Szőnyeg (f) | Ellen Allgurin       | Cornelia Lister Lisanne van Riet       | 6–2, 6–7(4), [10–7]   |
| 3.  | 2013. március 25.  | Tallinn, Észtország                | Kemény (f)  | Anett Kontaveit      | Ljudmila Kicsenok Nagyija Kicsenok     | 2–6, 7–5, [10–0]      |
| 4.  | 2013. július 15.   | Imola, Olaszország                 | Szőnyeg     | Ljudmila Kicsenok    | Katharina Lehnert Alice Matteucci      | 6–4, 3–6, [10–3]      |
| 5.  | 2013. november 11. | Helsinki, Finnország               | Kemény (f)  | Eva Paalma           | Quirine Lemoine Martina Přádová        | 6–2, 5–7, [11–9]      |
| 6.  | 2014. április 7.   | Pula, Olaszország                  | Salak       | Ajukava Mana         | Alice Balducci Diana Buzean            | 7–5, 3–6, [10–5]      |
| 7.  | 2014- április 21.  | Pula, Olaszország                  | Salak       | Rosalie van der Hoek | Yvonne Cavallé Reimers Olga Sáez Larra | 6–1, 2–6, [10–6]      |
| 8.  | 2015. január 26.   | Andrézieux-Bouthéon, Franciaország | Kemény (f)  | Gioia Barbieri       | Lesley Kerkhove Ana Vrljić             | 2–6, 7–6(7–4), [10–3] |

#### Elveszített döntői (1)
| \| Díjazás \| \| ---------------- \| \| $100,000 verseny \| \| $75,000 verseny \| \| $50,000 verseny \| \| $25,000 verseny \| \| $15,000 verseny \| \| $10,000 verseny \| |
| Díjazás |
| $100,000 verseny |
| $75,000 verseny |
| $50,000 verseny |
| $25,000 verseny |
| $15,000 verseny |
| $10,000 verseny |

| No. | Dátum            | Verseny               | Borítás | Partner         | Ellenfél                      | Eredmény    |
| --- | ---------------- | --------------------- | ------- | --------------- | ----------------------------- | ----------- |
| 1.  | 2015. július 27. | Sobota, Lengyelország | Salak   | Cornelia Lister | Kiki Bertens Richèl Hogenkamp | 6–7(2), 4–6 |

## Eredményei Grand Slam-tornákon

### Egyéniben
| Grand Slam | Australian Open | Australian Open    | Roland Garros | Roland Garros      | Wimbledon   | Wimbledon           | US Open     | US Open          |
| Év         | Eredmény        | Utolsó ellenfél    | Eredmény      | Utolsó ellenfél    | Eredmény    | Utolsó ellenfél     | Eredmény    | Utolsó ellenfél  |
| 2015       | –               | –                  | Selejtező(Q1) | Selejtező(Q1)      | 2. kör      | Kristina Mladenovic | 2. kör      | Sara Errani      |
| 2016       | 1. kör          | Hszie Su-vej       | 1. kör        | Ószaka Naomi       | 1. kör      | Kiki Bertens        | 1. kör      | Petra Kvitová    |
| 2017       | 3. kör          | Karolína Plíšková  | Győzelem      | Simona Halep       | Negyeddöntő | Venus Williams      | 3. kör      | Darja Kaszatkina |
| 2018       | 3. kör          | Anett Kontaveit    | 1. kör        | Katerina Kozlova   | Elődöntő    | Angelique Kerber    | 3. kör      | Marija Sarapova  |
| 2019       | 1. kör          | María Szákari      | 1. kör        | Viktorija Azaranka | 1. kör      | Hszie Su-vej        | 3. kör      | Kristie Ahn      |
| 2020       | 2. kör          | Belinda Bencic     | 3. kör        | Paula Badosa       | elmaradt    | elmaradt            | –           | –                |
| 2021       | 1. kör          | Karolína Muchová   | 1. kör        | Sofia Kenin        | 3. kör      | Ajla Tomljanović    | –           | –                |
| 2022       | 3. kör          | Barbora Krejčíková | 2. kör        | Alizé Cornet       | 4. kör      | Tatjana Maria       | 1. kör      | Cseng Csin-ven   |
| 2023       | Negyeddöntő     | Jelena Ribakina    | 2. kör        | Peyton Stearns     | 2. kör      | Sorana Cîrstea      | Negyeddöntő | Cori Gauff       |
| 2024       | 3. kör          | Viktorija Azaranka | 2. kör        | Clara Tauson       | Negyeddöntő | Barbora Krejčíková  | 1. kör      | Ószaka Naomi     |
| 2025       | 1. kör          | Belinda Bencic     | 3. kör        | Jelena Ribakina    | 1. kör      | Sonay Kartal        |             |                  |

### Páros
| Grand Slam | Australian Open                | Australian Open                       | Roland Garros                 | Roland Garros                       | Wimbledon                     | Wimbledon                             | US Open                       | US Open                             |
| Év         | Eredmény Partner               | Utolsó ellenfél                       | Eredmény Partner              | Utolsó ellenfél                     | Eredmény Partner              | Utolsó ellenfél                       | Eredmény Partner              | Utolsó ellenfél                     |
| 2016       | 1. kör Julija Putyinceva       | Hszü Ji-fan Cseng Szaj-szaj           | 1. kör Julija Putyinceva      | Serena Williams Venus Williams      | 3. kör Christina McHale       | Martina Hingis Szánija Mirza          | 2. kör Andrea Petković        | Babos Tímea Jaroszlava Svedova      |
| 2017       | 1. kör Katerina Bondarenko     | Viktorija Golubic Kristýna Plíšková   | 1. kör Raquel Atawo           | Darja Kaszatkina Irina Hromacsova   | 1. kör Raquel Atawo           | Jocelyn Rae Laura Robson              | 1. kör Eugenie Bouchard       | Elise Mertens Demi Schuurs          |
| 2018       | 1. kör A Pavljucsenkova        | Lara Arruabarrena A P Santonja        | 1. kör Jelena Vesznyina       | Sorana Cîrstea S Sorribes Tormo     | 3. kör Christina McHale       | Tatjana Maria Heather Watson          | 1. kör Natyela Dzalamidze     | I-C Begu Monica Niculescu           |
| 2019       | 2. kör Sorana Cîrstea          | Andreja Klepač MJ Martínez Sánchez    | Negyeddöntő Ljudmila Kicsenok | Elise Mertens Arina Szabalenka      | 1. kör V Kugyermetova         | Alizé Cornet Petra Martić             | Negyeddöntő Ljudmila Kicsenok | Caroline Dolehide Vania King        |
| 2020       | Negyeddöntő Gabriela Dabrowski | Barbora Krejčíková Kateřina Siniaková | 3. kör Gabriela Dabrowski     | Marta Kosztyuk A Szasznovics        | elmaradt                      | elmaradt                              | –                             | –                                   |
| 2021       | 3. kör Ljudmila Kicsenok       | Nicole Melichar Demi Schuurs          | 3. kör Monica Niculescu       | Karolína Plíšková Kristýna Plíšková | 2. kör Marta Kosztyuk         | Sharon Fichman Giuliana Olmos         | –                             | –                                   |
| 2022       | 2. kör Ljudmila Kicsenok       | Petra Martić Shelby Rogers            | Elődöntő Ljudmila Kicsenok    | Caroline Garcia Kristina Mladenovic | Elődöntő Ljudmila Kicsenok    | Barbora Krejčíková Kateřina Siniaková | 3. kör Ljudmila Kicsenok      | Caroline Garcia Kristina Mladenovic |
| 2023       | 1. kör Ljudmila Kicsenok       | A Pavljucsenkova Jelena Ribakina      | 2. kör Ljudmila Kicsenok      | Alizé Cornet Diane Parry            | 1. kör Ljudmila Kicsenok      | Harriet Dart Heather Watson           | 2. kör Ljudmila Kicsenok      | Elina Avaneszjan Kamilla Rahimova   |
| 2024       | Döntő Ljudmila Kicsenok        | Hszie Su-vej Elise Mertens            | 2. kör Ljudmila Kicsenok      | Amina Ansba Anastasia Dețiuc        | Negyeddöntő Ljudmila Kicsenok | Kateřina Siniaková Taylor Townsend    | Győztes Ljudmila Kicsenok     | Kristina Mladenovic Csang Suaj      |
| 2025       | Döntő Hszie Su-vej             | Kateřina Siniaková Taylor Townsend    | 2. kör Hszie Su-vej           | Kamilla Rahimova Anna Sisková       | Döntő Hszie Su-vej            | V Kugyermetova Elise Mertens          |                               |                                     |

## Részvételei az év végi bajnokságokon
- CSK=csoportkör; ND=negyeddöntő; ED=elődöntő; D=döntő; GY=győztes; NK=nem kvalifikálta magát; ELM=elmaradt.

| Év végi bajnokságok     |    |    |    |    |     |    |    |     |     |     |
| WTA Finals egyéni       | NK | NK | NK | NK | CSK | NK | NK | ELM | NK  | 1–2 |
| WTA Elite Trophy egyéni | NK | NK | NK | NK | –   | NK | NK | ELM | ELM | 0–0 |

## Díjai, elismerései
- 2017: A WTA legtöbbet fejlődött játékosa (Most Improved Player) díj[7]

## Pénzdíjai
| Év       | GS-győzelem | WTA-győzelem | Megnyert tornák | Pénzdíjazás (US $) | Hely. |
| -------- | ----------- | ------------ | --------------- | ------------------ | ----- |
| 2012-13  | 0           | 0            | 0               | 14 129             | N/A   |
| 2014     | 0           | 0            | 0               | 14 417             | 389   |
| 2015     | 0           | 0            | 0               | 214 080            | 132   |
| 2016     | 0           | 0            | 0               | 691 668            | 46    |
| 2017     | 1           | 1            | 2               | 3 998 026          | 6     |
| 2018     | 0           | 0            | 0               | 2 602 164          | 15.   |
| 2019     | 0           | 1            | 1               | 1 123 812          | 38.   |
| 2020     | 0           | 0            | 0               | 415 805            | 52.   |
| 2021     | 0           | 1            | 1               | 1 091 204          | 29.   |
| 2022     | 0           | 1            | 1               | 1 610 015          | 19.   |
| Karrier* | 1           | 4            | 5               | 11 793 413         | 48.   |

- 2023. január 28-ai állapot

## Év végi világranglista-helyezései
| Év     | 2012 | 2013 | 2014 | 2015 | 2016 | 2017 | 2018 | 2019 | 2020 | 2021 | 2022 | 2023 | 2024 |
| Egyéni | 892. | 672. | 308. | 79.  | 44.  | 7.   | 22.  | 44.  | 44.  | 28.  | 18.  | 13.  | 15.  |
| Páros  | 934. | 409. | 452. | 152. | 101. | 42.  | 38.  | 22.  | 19.  | 23.  | 14.  | 36.  | 6.   |